# Józef Leśniak
Józef Krzysztof Leśniak (ur. 6 marca 1968 w Limanowej, zm. 4 maja 2022 w Krakowie) – polski polityk i samorządowiec, poseł na Sejm VIII kadencji, w latach 2019–2022 wicewojewoda małopolski.

## Życiorys
Syn Adama i Elżbiety. W młodości wyjechał do Francji, gdzie w 1992 uzyskał licencjat na Université Nancy-II. Pracował w administracji jednej z gmin oraz w administracji departamentu Meurthe i Mozela. W połowie lat 90. powrócił do Polski. W 1998 uzyskał tytuł zawodowy magistra z zakresu politologii i nauk społecznych na Uniwersytecie Śląskim w Katowicach, następnie pracował w Warszawie m.in. w przedsiębiorstwie inwestującym w centra handlowe. W 2002 ukończył studia podyplomowe z zarządzania gospodarką europejską w Szkole Głównej Handlowej w Warszawie.
W wyborach samorządowych w 1998 bezskutecznie ubiegał się o mandat radnego Limanowej z listy Akcji Wyborczej Solidarność. Zaangażował się później w działalność polityczną w ramach Prawa i Sprawiedliwości. W wyborach w 2010 i w 2014 uzyskiwał mandat radnego powiatu nowosądeckiego. Pełnił funkcję przewodniczącego klubu radnych powiatowych PiS.
W wyborach w 2015 kandydował do Sejmu w okręgu nowosądeckim. Został wybrany na posła VIII kadencji, otrzymując 16 167 głosów. W wyborach w 2019 nie uzyskał poselskiej reelekcji. W grudniu 2019 został powołany na stanowisko drugiego wicewojewody małopolskiego.
Został pochowany na cmentarzu w Podrzeczu.

## Odznaczenia
W 2022 pośmiertnie został odznaczony Krzyżem Oficerskim Orderu Odrodzenia Polski.